# Groombrønnen

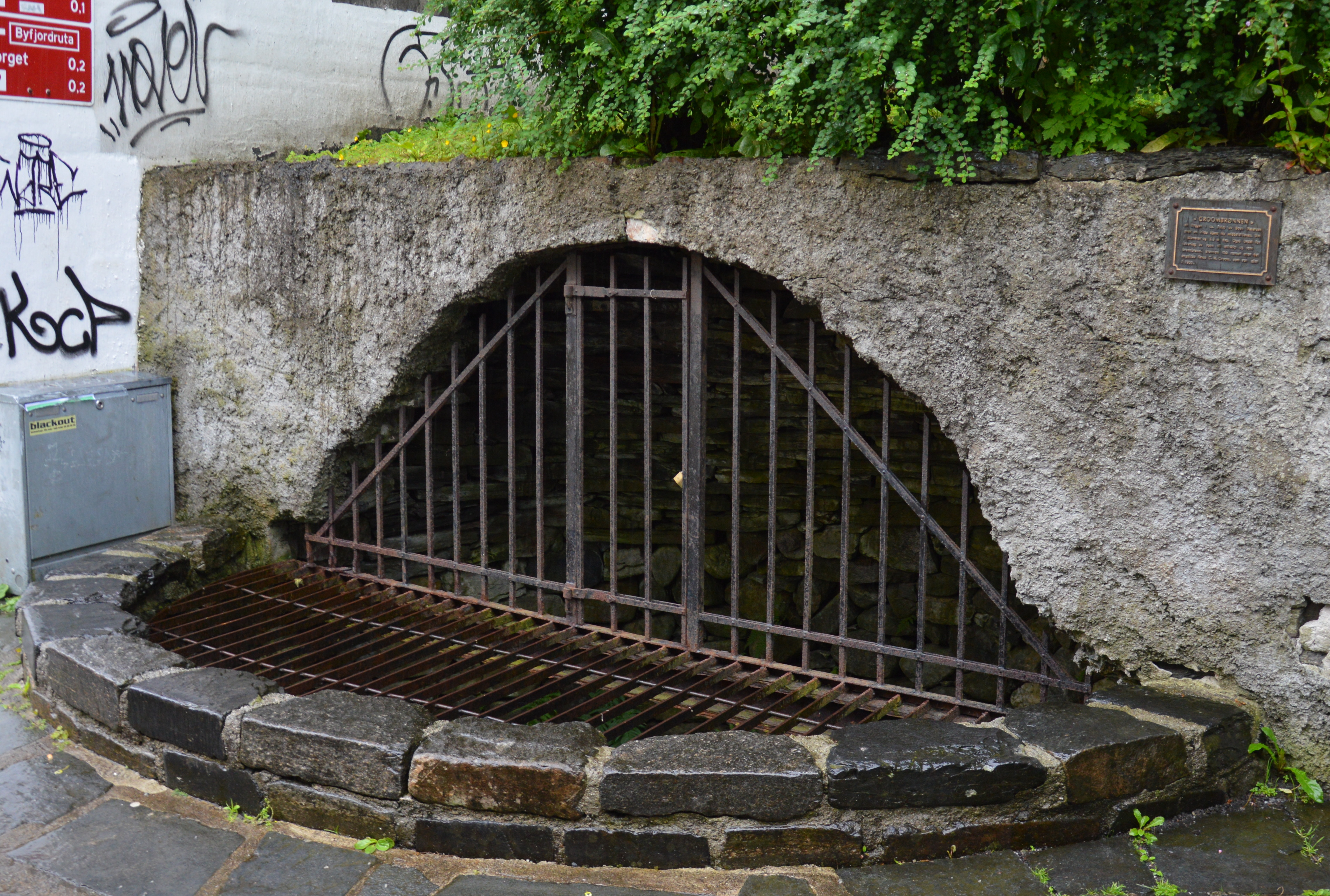
Groombrønnen

Der Groombrønnen ist ein Brunnen in der norwegischen Stadt Stavanger.
Es befindet sich auf der Westseite der Straße Nedre Strandgate nahe der Hausnummer 17, westlich des Hafens Vågen, unweit des Schifffahrtsmuseums Stavanger.
Der Brunnen wurde etwa im Jahr 1800 von Boye Petersen an der Stelle einer bereits seit dem Mittelalter bekannten Quelle angelegt. Das Wasser des Brunnens war von guter Qualität und wurde auch für die Proviantierung vieler Schiffe des nahen Hafens genutzt. Außerdem hatte er eine Funktion für den Brandschutz der Stadt. Der Brunnen hat einen Durchmesser von drei Metern bei einer Tiefe von 5,3 Metern. Der Name, zu Deutsch Groombrunnen, entstand nach einer englischen Firma G. W. Groom, der der Brunnen um 1900 gehörte.
Neben dem Brunnen befindet sich eine kleine Tafel, die auf Norwegisch zur Geschichte des Brunnens informiert.